# Gazi Husrev-beg
Gazi Husrev-beg (v osmanské turečině: غازى خسرو بك, Gâzî Ḫusrev Beğ; kolem 1480 Serres či Serez, Osmanská říše, dnes Řecko – 18. června 1541 Sarajevo, osmanská říše) byl osmanský vojevůdce a úředník slovansko-tureckého původu. Dlouhodobě působil v úřadu bosenského místodržícího (1521–1525, 1526–1534 a 1536–1541).

## Životopis

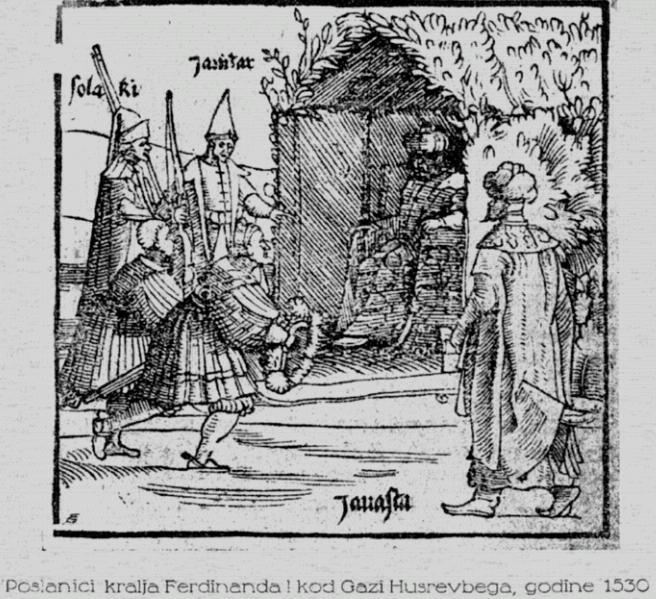
Habsburská delegace, Joseph Freiherr von Lamberg a Nikola Jurišić, před Gazi Husrev-begem. Benedikt Kuripečič, 1530.

Narodil se do muslimské rodiny, kterou tvořil islamizovaný Slovan Ferhat-beg (?–1486 v bitvě u Adenu) původem z hercegovského Trebinje a Turkyně Selçukşah (čti Seldžukšáh, uváděna i jako Seldžuka, ?–před 1512), dcera sultána Bajezida II. Ferhat-beg v době Husrev-begova narození vykonával post místodržícího, sandžak-bega, v Serezu. Dětství a mládí chlapec prožil v Cařihradu. V šestadvaceti letech se stal hlavním dveřníkem (kapıcıbaşı), velitelem janičářského oddílu, sultánova dvora.
Husrev-beg se podílel na ovládnutí Bělehradu Osmany (1521), za což byl odměněn úřadem místodržícího, sadžak-bega, v nevelké Bosně. V nové úloze působil mezi lety 1521 a 1525. Během vojenských výprav dobyl Knin, Skradin (oba 1522) a Ostrovici (1523), marně se pokoušel ovládnout i Klis. Zcela rozvrátil uherskou bánovinu s centrem ve Srebrenici (1521) a o stejné se neúspěšně pokoušel v bánovině spravované z Jajce (město obléhal 1524–1525), obě se přitom nacházely na území středověkého bosenského státu. Za četné vojenské úspěchy si vysloužil četný titul hrdiny (gazi).
Do Bosny se vrátil po jednoroční pauze roku 1526 a zůstal zde až do roku 1534. Jako místodržící aktivně přispěl k osmanskému vítězství v bitvě u Moháče (1526), podílel se na marném obléhání Vídně (1529) a pevnosti Kőszeg (1532). Sám však dobyl opevněná sídliště Jajce (1527), Obrovac (1527), Greben, Sokol, Jezero, Vinac, Vrbaški Grad, Livač, Karnatin, Bočac, Udbina, Vrana, Modruč a Požega.

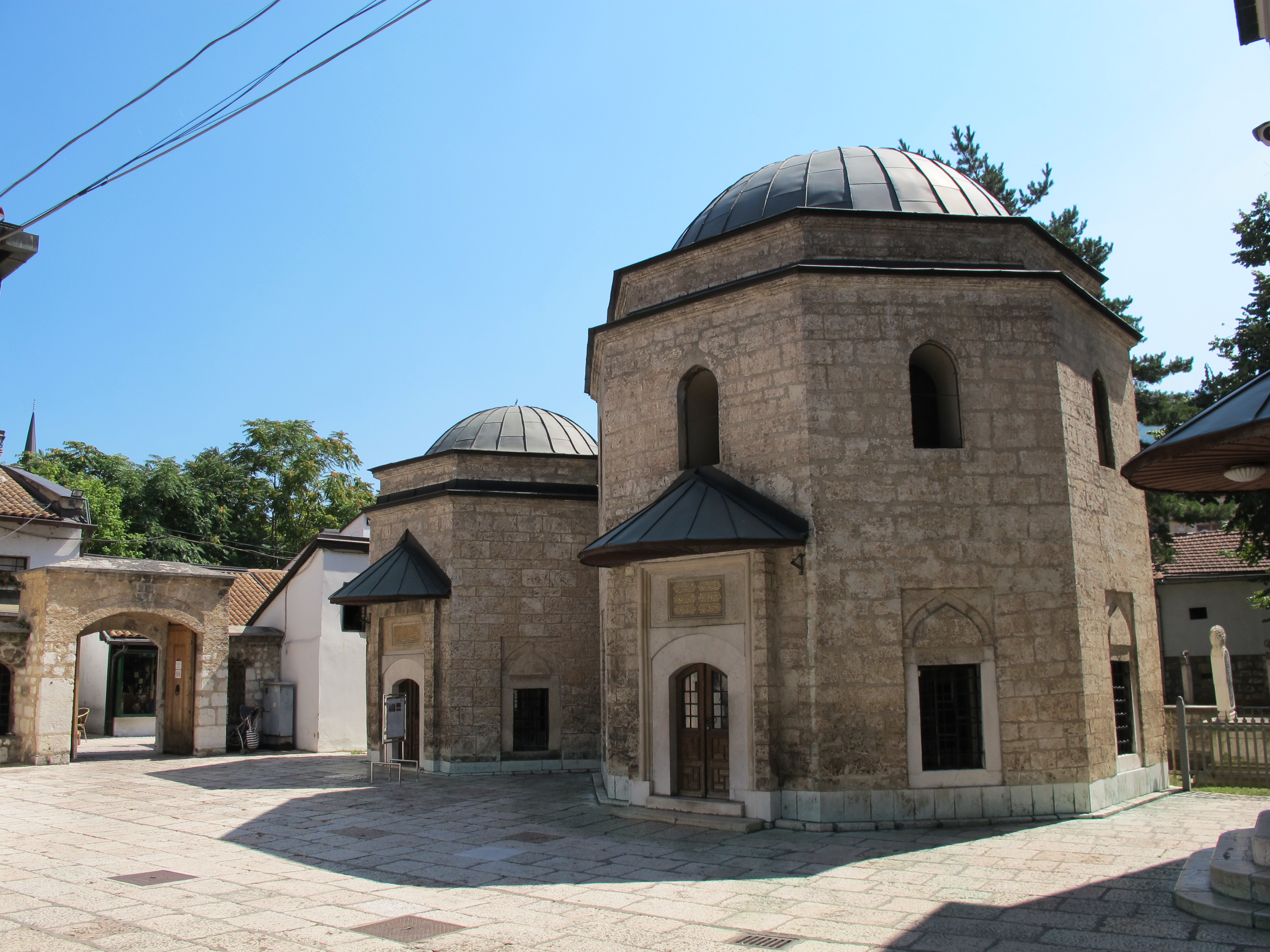
Hrobky Gazi Husrev-bega (větší) a Murat-bega Tardiće (menší) ve dvoře Gazi Husrev-begovy mešity, Sarajevo 2015

Potřetí se stal bosenským sadžak-begem roku 1536. Opět se podílel na vojenských výbojích, společně s bělehradským sandžak-begem udolal Klis (1537), poté následoval Trogir, Nadin a Knin, v téže době ale ztratil ve prospěch Benátčanů Skradin, Obrovac a Ostrovici. Roku 1540 se bez valného úspěchu pokoušel dobýt Zrin, který patřil do majetku rodu Šubićů. Pánové Zrinští pak osmanské říši vyhlásili permanentní válku, ještě roku 1540 podnikli výpravu a vyplenili území kolem Dubice a Kamengradu.
Za Husrev-begova působení v Bosně došlo k rozvoji měst a obchodu. Například v Sarajevu byla postavena velkolepá mešita (1531), dervišský internát (1531), medresa (1537), knihovna, lázně, krytý trh, zájezdní hostinec, vývařovna pro chudé a mnohé další stavby. Péče o tyto objekty přešla na Gazi Husrev-begův vakuf, islámskou nadaci, který je činný dodnes. Ve 20. a 30. letech 16. století výrazněji postoupila též islamizace obyvatelstva Bosny, o kterou se místodržící jako horlivý muslim výrazně zasloužil.
Husrev-beg zemřel v Sarajevu, rozšířeno je ale vyprávění o jeho smrti při výpravě do kmenové oblasti Drobnjaci v dnešní Černé Hoře. Jeho tělesné ostatky byly uloženy v hrobce, postavené speciálně pro tento účel ve dvoře Gazi-Husrev-begovy mešity.